# Droga wojewódzka 895
Die Droga wojewódzka 895 (DW895) ist eine 16,3 Kilometer lange Droga wojewódzka (Woiwodschaftsstraße) in der Woiwodschaft Karpatenvorland in Polen. Die Strecke im Powiat Leski verbindet die Landesstraße DK84 mit einer weiteren Woiwodschaftsstraße.
Die DW924 verläuft in südöstlicher Richtung von Uherce Mineralne zum Solina-Stausee und von dort in Richtung Südwesten nach Myczków.

## Streckenverlauf
Woiwodschaft Karpatenvorland, Powiat Leski
-  Uherce Mineralne (DK84)
-  Brücke über den San
-  Myczków (DW894)